# Graptopetalum glassii
Graptopetalum glassii är en fetbladsväxtart som beskrevs av Acev.-rosas, Cházaro. Graptopetalum glassii ingår i släktet Graptopetalum och familjen fetbladsväxter. Inga underarter finns listade i Catalogue of Life.